# سرنتی (فیلم)
سرنتی (به انگلیسی: Serenity) یک فیلم وسترن فضایی و علمی–تخیلی آمریکایی به نویسندگی و کارگردانی جاس ویدون است. این فیلم دنباله‌ای بر مجموعه تلویزیونی شبکه فاکس با عنوان فایرفلای به‌شمار می‌رود که متشکل از بازیگران یکسانی است و وقایع آن پس از اتفاقات قسمت پایانی سریال دنبال می‌شود. در این فیلم بازیگرانی همچون ناتان فیلیون، آلن تودیک، آدام بالدوین، سامر گلاو، چیویتل اجیوفور، جینا تورس و مورنا باکارین ایفای نقش می‌کند. سرنتی توسط یونیورسال استودیوز در ۳۰ سپتامبر ۲۰۰۵ در ایالات متحده به نمایش درآمد.

## بازیگران
- ناتان فیلیون در نقش کاپیتان مالکم «مال» رینولدز
- جینا تورس در نقش زوئی آلین واشبورن
- آلن تودیک در نقش هوبان «واش» واشبورن
- مورنا باکارین در نقش اینارا سرا
- آدام بالدوین در نقش جین کاب
- جیول استیتی در نقش کیلی فرای
- شان ماهر در نقش سایمون تام
- سامر گلاو در نقش ریور تام
- ران گلس در نقش شپرد بوک
- چیویتل اجیوفور در نقش اوپراتور
- دیوید کرامهولتز در نقش آقای یونیورس
- مایکل هیچکاک در نقش دکتر ماتیاس
- سارا پلسون در نقش دکتر کارون